# Nathalie Boy de La Tour
Nathalie Boy de La Tour, née Szenberg, le 19 août 1968 à Saint-Cyr-l'École (Yvelines), est une dirigeante d'entreprise française. Le 11 novembre 2016, elle devient la première femme élue présidente de la Ligue de football professionnel.

## Biographie
Nathalie Boy de La Tour naît en France, le 19 août 1968, à Saint-Cyr-l'École, sous le nom de famille Szenberg.

### Formation et débuts professionnels
Diplômée de l'École supérieure libre des sciences commerciales appliquées puis d'un master spécialisé d'ESCP Europe, en 1991, Nathalie Boy de La Tour commence sa carrière professionnelle l'année 1992, en intégrant la Société de conseil Bossard Gemini, qu'elle quitte dix ans plus tard. Elle prend ensuite la direction de la filiale internet de l'agence de communication BBDO.
En 2004, elle co-fonde le salon parisien Galaxy Foot, puis en février 2008, elle participe au lancement de la FondaCtion du football dont l'ambition est de développer des « actions innovantes visant à promouvoir une vision citoyenne du football ».

### Parcours dans les instances du football (2013-2020)
En juillet 2013, elle devient la première femme à siéger au conseil d'administration de la Ligue de football professionnel (LFP), à la suite de la démission d'Alain Giresse et de Laurent Vallée. 
Le 11 novembre 2016, elle est élue, pour quatre ans, présidente de la LFP. Recueillant 94 % des suffrages, elle est la première femme à occuper cette fonction,,. Elle a été membre du conseil d'administration d'OL Fondation.
En avril 2017, elle présente aux médias le plan stratégique adopté par la LFP pour 2017-2022. L'amélioration de la compétitivité des clubs français à l'échelle européenne est l'un de ses principaux objectifs.
En mars 2019, à l'occasion de la Journée internationale des femmes, elle annonce des actions destinées à promouvoir le football féminin. Selon un sondage réalisé en mars 2019 par la LFP, 3 Françaises sur 10 s'intéressent au football, une tendance en hausse de 50 % sur les deux dernières années. En avril de la même année, elle annonce la signature d'un partenariat avec le Fonds mondial pour la nature, afin de sensibiliser les supporters à la protection de la biodiversité et inciter les clubs à réduire leur empreinte carbone.

### Affaire Mediapro (2018-2021)
En mai 2018, la LFP accorde les droits de diffusion du championnat de France de football au groupe audiovisuel Mediapro pour le montant record de 814 millions d'euros par an. Très active dans les négociations avec la société groupe sino-espagnole, Nathalie Boy de La Tour se félicite de cet « appel d’offres fructueux, avec une augmentation significative de nos droits TV ». Forte de ce accord financier historique, il lui est octroyé à l'occasion de son départ une prime de 250 000 € à laquelle s'ajoute un bonus chiffré à plusieurs dizaines de milliers d'euros,. Devant le tollé suscité par la révélation de ces sommes, et alors que le football français est touché de plein fouet par le manque à gagner causé par la pandémie de Covid-19, Nathalie Boy de La Tour se voit contrainte de renoncer à une partie de ses primes en avril 2020,.
Début octobre 2020, Jaume Roures, fondateur de la société Mediapro, annonce qu'il souhaite renégocier le contrat et les montants signés avec la LFP concernant l'acquisition des droits de retransmission du championnat de France sur la période 2020-2024 à cause de difficultés financières. Le 11 décembre 2020, la direction du groupe Mediapro annonce l'arrêt de la chaîne Téléfoot à ses employés. Celui-ci est effectif le 7 février 2021.

### RC Lens (depuis 2021)
Le 6 décembre 2021, le RC Lens officialise l'entrée de Nathalie Boy de La Tour au sein de son conseil d'administration.

## Engagement contre l'homophobie et les discriminations
En mars 2019, la ministre des Sports en exercice, Roxana Maracineanu, s'est déclarée choquée par les chants entonnés dans les tribunes des stades, lors de matchs de football. Pour Nathalie Boy de La Tour, bien qu'inacceptables, ces chants sont l'expression folklorique d'une « ferveur populaire qu'il faut prendre comme telle »,,. La présidente de la LFP estime que la sensibilisation doit précéder la sanction. Elle déclare cependant que les chants homophobes n'ont rien à faire dans les stades et que des sanctions ont déjà été prises contre des supporters homophobes. Le même mois de mars, elle annonce la signature d'un partenariat avec la Ligue internationale contre le racisme et l'antisémitisme afin d'élaborer et de mettre en œuvre un dispositif permettant d'identifier et de poursuivre judiciairement les auteurs d'actes homophobes, racistes, antisémites ou sexistes
En mai, à l'occasion de la Journée mondiale contre l'homophobie 2019, la Ligue annonce la mise en place d'un plan d'action,.

## Vie privée
Elle est mère de deux garçons.

## Distinctions
En 2011, Nathalie Boy de La Tour reçoit le grade de chevalier de l'ordre national du Mérite.
Elle est citée, en juin 2019, par le magazine Forbes, parmi les quarante Françaises les plus influentes.